# Брак
Женитба пренасочва насам.  За пиесата на Николай Гогол вижте Женитба (пиеса).
Бракът е обществено или ритуално признат съюз или договор между съпрузи, който установява правата и задълженията помежду им, между тях и техните деца и между тях и роднините им по съребрена линия. Дефиницията за брак е различна в различните култури и исторически периоди, но по принцип това е институция, в която междуличностните взаимоотношения, обикнвовено от емоционален и сексуален характер, се съчетават с юридически ангажименти и с други обществени, стопански и религиозни връзки между участващите лица. В някои култури бракът е препоръчван или дори смятан за задължителен преди всяка сексуална активност. В най-широк смисъл бракът е приеман за културна универсалия. В повечето случаи бракът трябва да бъде признат от обществена институция (държава, религиозна или друга общност), а често това става и със специална церемония (сватба).
Хората сключват брак по различни причини, включително с правни, социални, либидинални, емоционални, финансови, духовни и религиозни цели. Изборът на брачни партньори може да е повлиян от социални ограничения на кръвосмешението, нормативни брачни правила, избор на родителите и лично желание. В някои части на света и днес се практикуват уредени бракове, детски бракове, полигамия или принудителни бракове. На други места подобни практики са незаконни или криминализирани, за да се защитят правата на жените или заради съобразяване с международното право. В развитите страни съществува обща тенденция към осигуряване на равни права в брака на жените и към признаване на междурелигиозните, междурасови и еднополови бракове, част от по-широкото движение за защита на правата на човека.
Бракът може да бъде признат от държава, организация, религиозна институция, племенна група, местна общност и често е разглеждан като договор. Гражданският брак, който не съществува в някои страни, е брак без религиозно съдържание, сключван чрез държавна институция в съответствие с брачното право на съответната юрисдикция. Браковете могат да бъдат сключвани както чрез светска, така и чрез религиозна церемония, като християнското венчание. Сключването на брака обикновено създава нормативни или правни задължения между участниците в него и тяхното потенциално потомство. От гледна точка на правното признаване, повечето държави ограничават брака до разнополови двойки, а намаляващ брой юрисдикции позволяват полигинията, детските и принудителните бракове. От XX век насам нарастващ брой юрисдикции премахват забраните и признават юридически междурасовите и междурелигиозни бракове, а в по-ново време и еднополовите бракове. Някои култури позволяват прекъсването на брака чрез развод или анулиране.
От края на XX век значителни социални промени в Западните страни довеждат до промяна в демографията на брака, като възрастта на първия брак нараства, по-малко хора сключват брак и повече двойки предпочитат съвместното съжителство пред брака. Така между 1975 и 2005 година броят на браковете в Европа намалиява с 30%.
В исторически план при повечето култури омъжените жени имат много ограничени собствени права и са смятани, наред с децата в семейството, за собственост на съпруга, поради което те не могат да притежават или наследяват собственост или да се представляват юрически. От края на XIX век в развитите страни бракът претърпява постепенни промени, насочени към подобряване на положението на жените. Въпреки това и в наши дни в много страни продължават споровете за правния статут на омъжените жени, семейното насилие, зестрите, принудителните бракове, минималната възраст за сключване на брак и криминилазацията на предбрачния и извъбрачния секс.

## Определения
В антропологията се използват различни определения за брака, чиято цел е да обхванат широкото разнообразие от брачни практики, наблюдавани в различните култури. Дори в рамките на Западната култура определенията за брак варират в широки граници.
Признаване от обичая или правото
Някои ранни определения на брака се фокусират върху неговото признаване от местната правна система. През 1922 година финландският социолог Едвард Вестермарк го дефинира като „повече или по-малко грайна връзка между мъж и жена, продължаваща отвъд самия акт на размножаване и след раждането на потомството“. През 1936 година той сам отхвърля това определение, заменяйки го с нова работна дефиниция – „връзка на един или повече мъже с една или повече жени, която е призната от обичая или правото“.
Легитимност на потомството
Антропологичният наръчник от 1951 година „Notes and Queries“ дефинира брака като „съюз между мъж и жена, при който децата, родени от жената са признато легитимно потомство на двамата партньори“. Отчитайки практиката на етническата група нуер в Судан, позволява на жените да действат като съпрузи при определени обстоятелства, британската антроположка Катлин Гоф предлага през 1959 година дефиницията да се модифицира до „жена и едно или повече други лица...“.
Анализирайки брака при практикуващи полиандрия общности в Индия Гоф установява, че при тях липсва ролята на съпруг в обичайния смисъл – тази обединена роля е разделена между несъжителстващ „социален баща“ на децата на жената и нейни любовници, които са биологичните бащи, но нямат юридически права върху децата ѝ. Тези наблюдения карат Гоф да отхвърли сексуалния достъп като ключов елемент на брака и да го дефинира изцяло чрез легитимността на потомството – бракът е „връзка, установена между жена и едно или повече други лица, която осигурява на децата, родени от жената при обстоятелства, незабранени според правилата на връзката, пълни рождени права, като на нормалните членове на тяхното общество или социална прослойка“.
Сбор от права
Британският антрополог Едмънд Лийч критикува определението на Гоф като прекалено рестриктивно и предлага бракът да се разглежда от гледна точка на различните права, които той установява. През 1955 година той твърди, че нито една дефиниция на брака не е прилоижима към всички култури и съставя списък от десет права, свързани с брака:
1. Да установява юридически баща за децата на дадена жена
2. Да установява юридическа майка за децата на даден мъж
3. Да дава на съпруга монопол върху сексуалността на съпругата
4. Да дава на съпругата монопол върху сексуалността на съпруга
5. Да дава на съпруга частични или монополни права върху домашните и други трудови услуги на съпругата
6. Да дава на съпругата частични или монополни права върху домашните и други трудови услуги на съпруга
7. Да дава на съпруга частичен или пълен контрол върху собствеността, притежавана или с потенциал за придобиване от съпругата
8. Да дава на съпругата частичен или пълен контрол върху собствеността, притежавана или с потенциал за придобиване от съпруга
9. Да установява общ фонд от собственост – партньорство – в полза на децата от брака
10. Да установява обществено значимо „отношение на родство“ между съпруга и братята на съпругата

Право на сексуален достъп
Стопанският антрополог Дюран Бел критикува основаната на легитимността дефиниция въз основа на факта, че някои общества не изискват брак за такава легитимност. Той описва брака, като „връзка на един или повече хора (мъже или жени) с една или повече жени, която им дава като общност право на поискване на сексуален достъп в рамките на домакинство и идентифицира жени, които имат задължението да отговарят на искането на тези конкретни хора“. С „като общност“ той описва случаите на родствени групи, които със заплащането на зестра запазват правото си върху потомството на жената, дори след смъртта на съпруга (левират). Под „хора (мъже или жени)“ Бел разбира и жените в дадена родствена група, които могат да изпълняват функциите на „социални бащи“ за децата на жената.

## В България

### Правна регламентация
Според чл. 46, ал. 1 от Конституцията на Република България „Бракът е доброволен съюз между мъж и жена“. На основание чл. 5 от Семейния кодекс: „Бракът се сключва по взаимно, свободно и изрично съгласие на мъж и жена…“. В този смисъл, една от характерните особености по отношение на правната уредба на брака в България е, че той може да се сключи само между мъж и жена, а не от лица от един пол.
Съдебната практика до момента е категорична, че еднополовите бракове, сключени в чужбина не пораждат правно действие на територията на Република България (в този смисъл: Решение №7582 от 15.06.2017 г. по адм. Дело №7370/2016 г. – ВАС). Според българското законодателство е недопустимо и вписването на двама родители от женски пол, тъй като еднополовите бракове в Република България към настоящия момент са нерегламентирани и подобно вписване би противоречало на обществения ред. Разнополовост на съпрузите е задължително условие за сключване на граждански брак и според Семейният кодекс: Принципи, Чл. 2, т. 2. „равенство на мъжа и жената;“.

### Религиозна регламентация
Според чл. 13, ал. 3 от Конституцията на Република България „Традиционна религия в Република България е източноправославното вероизповедание.“
Патриархът на Българската православна църква, патриарх Неофит, заявява че: „Православната църква не е съгласна и никога няма да се съгласи с новоизмислената идея за брака. Ние смятаме за особен грях съжителството, което сега се практикува от хора от един и същи пол“, и посочва, че православната църква е „пазител на традиционния брак, семейството и децата“. Сходна е позицията на други православни патриарси, напр. на Кирил Московски, патриархът на най-голямата православна църква – Руската, който заявява: „Православната църква не е съгласна и никога няма да се съгласи с новоизмислената идея за брака. Ние смятаме за особен грях съжителството, което сега се практикува от хора от един и същи пол“.
Позиция за еднополови взаимоотношения има изразена и в Библията:
- „Не лягай с мъж като с жена: това е мръсотия“ (Лев. 18:22).
- „Или не знаете, че неправедници няма да наследят царството Божие? Не се лъжете: нито блудници, нито идолослужители, ни прелюбодейци, ни малакийци, ни мъжеложници, ни крадци, ни користолюбци, ни пияници, ни хулители, ни грабители няма да наследят царството Божие“ (1Кор. 6:9 – 10)

## Видове брак

### По брой на участниците
Докато моногамията е форма на брак с двама съпрузи, при полигамията съпрузите са повече. Когато мъж е женен за повече от една съпруга едновременно без брачна връзка между съпругите, връзката се нарича полигиния. Обратно, когато жена е женена за повече от един съпруг едновременно без брачна връзка между съпрузите, бракът се нарича полиандрия. Брак с няколко съпрузи и съпруги се нарича групов брак.
Сравнителните антропологични изследвания на брака по света показват силна корелация между интензивното орно земеделие, зестрата и моногамията – тя се наблюдава в широко многообразие от евразийски общества от Япония до Ирландия. И обратното, повечето общества в Субсахарска Африка, практикуващи екстензивно окопно земеделие, показват корелация между купуването на булката и полигамията. Статистическите анализи показват и корелация между нарастващия размер на обществото, вярата във „висши божества“ и моногамията. Молекулярни изследвания на генетичното многоолразие на човечеството показват, че сексуалната полигиния е типична за хората до прехода към уседнало земеделие – т.нар. Неолитна революция, протекла преди около 10 до 5 хиляди години в Европа и Азия и по-късно в Африка и Америка.
В различните общества се наблюдава различна степен на търпимост към полигамията като културен идеал и реална практика. Според антропологично изследване, обхващащо 1231 общества в периода 1960 – 1980 година, 186 от тях са моногамни, 453 с инцидентна полигиния, 588 с по-честа полигиния и 4 с полиандрия. В същото време са вероятни значителни разлики между приемането на полигамията и нейното практикуване, главно поради по-големите разходи на полигамните домакинства, а точните оценки се затрудняват и от провната забрана на полигамията в много страни. В западната култура отношението към полигамията е отрицателно и се свързва с нарушения на човешките права като домашно насилие и принудителен брак, а повечето страни в света не позволяват полигамията.

#### Моногамия
Моногамията е форма на брак, при която човек има само един брачен партньор – през целия си живот или в даден момент (серийна моногамия).
В страните, не позволяващи полигамията, човек, сключил брак с повече от един съпруг едновременно, е в състояние на двуженство. В такива случаи обикновено вторият брак се смята за юридически недействителен, като извършителят може да бъде подложен на различни наказания, според съответната юрисдикция.
В много страни, поддържащи моногамията, има възможност за относително лесно прекратяване на брака – развод. В много западни страни честотата на разводите доближава 50% от браковете, като сключващите повече от един брак го правят средно по около 3 пъти. По този начин разводите и повторните бракове водят до серийна моногамия – множество бракове, но само един съпруг във всеки отделен момент. Тази система наподобява оглавяваните от жена семейства в Бразилия, Антилските острови и Мавриций, при които има честа смяна на несключили брак партньори. Като цяло към серийната моногамия се отнасят между 16% и 24% от моногамните бракове.
Серийната моногамия създава особен вид родства – така бившите съпрузи често продължават си взаимодействат активно чрез трансфер на ресурси (издръжка) или споделени грижи за общите деца. Това може да доведе до формиране на разширени семейства – няколко свързани по този начин домакинства с мобилни деца, които не се вписват в традиционния модел на моногамното семейство.

#### Полигиния
Полигинията е най-разпространената форма на полигамия. В повечето общества с полигиния съпругите имат равен правен статут, макар че съпругът може да има лични предпочитания. Друга форма на фактическа полигиния е конкубинатът, при който една жена има пълните права на съпруга, а останалите имат ограничени права, но връзката им с мъжа е правно призната.
В обществата, приемащи полигинията, не всички бракове са полигинни и обикновено на практика преобладават моногамните бракове. Антрополози, като Робин Фокс, приписват на тази особеност ефективността на полигинията като система за социална подкрепа: „Това често е означавало – предвид неравновесното съотношение на половете, по-високата детска смъртност при мъжете, по-кратката им продължителност на живота, загубата на мъже във военно време и т.н. – че жените са оставали без финансовата подкрепа на съпрузите. За да се коригира това състояние е необходимо жените да бъдат убивани при раждане, да остават без брак, да стават проститутки или да бъдат изолирани в безбрачни религиозни ордени. Системата на полигиния има предимството, че осигурява, както правят това мормоните, дом и семейство за всяка жена.“
Въпреки тези аргументи, полигинията обикновено дава на мъжете несиметрични предимства. В някои случаи има голяма разлика във възрастта между съпруга и най-младата му съпруга, което допринася за неговата по-голяма сила във връзката. Полигинията може да предизвиква напрежения и в рамките на половете – съперничество между мъжете за съпруги и между съпругите в едно и също домакинство. Изследвания показват, че при полигинията отношенията на жените с останалите съпруги, както и с женските роднини на съпруга, оказват по-силно влияние върху техния живот, отколкото тези със съпруга. В някои общества този проблем се ограничава, като съпругите са роднини, обикновено сестри – смята се, че предходната връзка между тях намалява възможните напрежения в брака.
В много страни в Африка се въвеждат правни ограничения на полигинията, но тя е заменена от фактическа полигиния, която не включва вече забранените официални полигинни бракове, но практическите битови и междуличностни отношения продължават традиционните практики. Освен в Африка, подобно явление се наблюдава и в други части на света, например при мормоните и някои мюсюлмански семейства в Съединените щати.
В някои общества, като ловеду в Южна Африка и нуер в Судан се наблюдава особена форма на полигиния, при която ролята на съпруг се изпълнява от жени от аристокрацията. Там това е средство за законно разширение на владетелските династии чрез включването в тях на децата на съпругите.
Религиите имат различно отношение към легитимността на полигинията. Тя е позволена в исляма и конфуцианството, докато юдаизмът и християнството, макар в техните свещени текстове да се споменава полигинията, днес изрично я забраняват.

## В правото
В правото също като брачен съюз. Редът за сключване на брак и произтичащите от него правни последствия варират значително в различните страни и дори между различни обществени групи в една и съща страна. Те са предмет на брачното право, дял на по-общото семейно право. Сред основните юридически последствия на брака в повечето страни са солидарната отговорност на съпрузите за задължения, установяването на общност на собствеността на съпрузите, създаването на родство по съребрена линия между семействата на съпрузите.
Традиционно в християнския свят сключването на брак е извършвано от църковните институции (църковен брак), но след 16 век в много страни се утвърждава и гражданският брак, регистриран от държавната администрация. В много юрисдикции двете форми имат еднакъв правен статус, а в други, например в България, правни последствия има само гражданския брак.
Според чл. 46 на българската конституция, бракът е доброволен съюз между мъж и жена, и за законен се признава само гражданският брак.

## В религията

### Християнство
Християните смятат брака за Божи дар, но различните клонове на християнството го интерпретират по различен начин – като тайнство, свещена институция, или като договор, споразумение. От самото възникване на Църквата въпросите на брака са основни в правната и богословска литература, като в основата на християнската традиция в тази област е учението на самия Исус Христос и текстовете на апостол Павел.
В литургичните църкви (Православна, Римокатолическа, Англиканска) бракът се разглежда „свето венчание“, свещено тайнство, което представлява израз на Божествената благодат. В западния ритуал тайнството се извършва от самите съпруг и съпруга, а присъстващият епископ, свещеник или дякон само служат за свидетели на съюза им и ги благославят. В източния ритуал тайнството трябва да се извърши от епископ или свещеник. Докато Англиканската и Православната църква допускат развод при определени условия, католицизмът напълно го отхвърля и допуска повторен брак само при обявяване при изключителни обстоятелства на предходния брак за недействителен.
Повечето протестантски църкви не разглеждат брака като свещено тайнство и го поощряват като прослава на Бог чрез демонстриране на любов към света. Макар че разводът не се поощрява и от протестантските църкви, повечето от тях допускат развод и повторен брак.

### Ислям
За разлика от християнството, ислямът разрешава многоженството, като поставя ограничението съпругът да има най-много четири жени едновременно, при условие, че поделя времето и собствеността си поравно между тях. За сключването на брака е необходимо съгласието както на булката, така и нейния настойник.
От гледна точка на Шариата, минималните задължения в мюсюлманския брак са съпругът да осигурява ежедневните разноски на съпругата (жилище, облекло, храна), а съпругата да отглежда децата им в духа на исляма. Останалите права и отговорности се уговарят между съпрузите и могат да бъдат включени в сключван преди самия брак договор.
Бракът трябва да бъде сключен в присъствието на поне двама надеждни свидетели със съгласието на бъдещите съпрузи и на настойника на булката. За тази цел е достатъчно да се произнесе определена религиозна формула в присъствието на духовник, след което бракът може да бъде консумиран. Сватбеното тържество може да се проведе дни или месеци по-късно, когато двойката и семействата им решат да обявят брака пред по-широк кръг хора.

### Юдаизъм
Юдаизмът разглежда брака като най-желана форма на жизнен статус на човека и вижда в него институция създадена от Бог още от времето на Сътворението. Според Библията цел на брака е взаимопомощта между мъжът и жената (Бит. 2:18), тяхната физическа близост (Бит. 2:24) и продължението и увеличаването на числеността на човешкия род (Бит. 1:28).